# Митлашевка
Ми́тлашевка (укр. Митлашівка) — село в Драбовском районе Черкасской области Украины.
Почтовый индекс — 19841. Телефонный код — 4738.

## Население
Население по переписи 2001 года составляло 1009 человек.

### Языковой состав
Родной язык населения по данным переписи 2001 года:
| Язык       | Численность, чел. | Доля     |
| ---------- | ----------------- | -------- |
| Украинский | 997               | 98,81 %  |
| Другое     | 12                | 1,19 %   |
| Итого      | 1 009             | 100,00 % |

## Местный совет
19841, Черкасская обл., Драбовский р-н, с. Митлашевка, ул. Октябрьская, 181